# Candelaria (Kuba)
Candelaria ist eine Stadt und ein Municipio in der Provinz Artemisa. Bis zum 31. Dezember 2010 gehörte Candelaria zur Provinz Pinar del Río. 
Das Municipio liegt südöstlich von Bahía Honda und östlich von San Cristóbal. Die Siedlung wurde im Jahr 1809 offiziell gegründet.
Das Municipio zählt 19.523 Einwohner auf einer Fläche von 299 km², was einer Bevölkerungsdichte von 65,3 Einwohnern je Quadratkilometer entspricht.
Candelaria ist in zwölf Stadtteile (Barrios) unterteilt: Barrancones, Bayate, Carambola, Frías, Lomas, Pasto Rico, Pueblo, Pueblo Nuevo, Punta Brava, Río Hondo, San Juan de Contreras und San Juan del Norte.

## Söhne und Töchter
- Enrique Jorrín (1926–1987), Geiger, Komponist und Orchesterleiter
- José Siro González Bacallao (1930–2021), römisch-katholischer Bischof von Pinar del Río